# 桑迪諾 (古巴)
22°4′49″N 84°12′21″W / 22.08028°N 84.20583°W

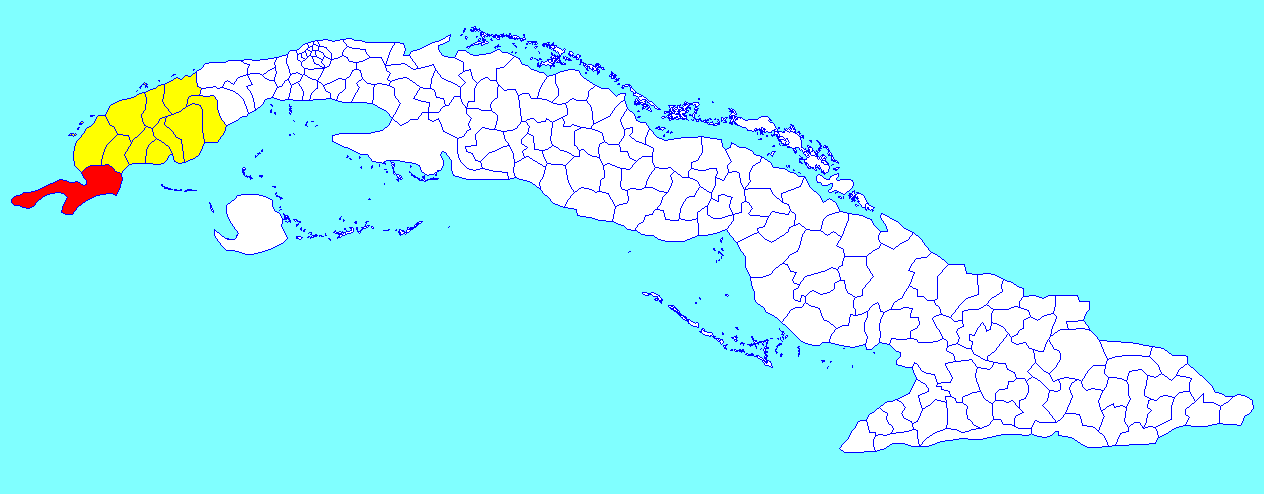

桑迪諾（西班牙語：Sandino），是古巴的城鎮，位於該國西部，由比那爾德里奧省負責管轄，面積1,718平方公里，海拔高度10米，2004年人口39,245，人口密度每平方公里22.8人。